# Истмийская лига
Истмийская лига (англ. Isthmian League), названная так в честь древнегреческих Истмийских игр, является футбольной лигой Англии, объединяющей полупрофессиональные и любительские футбольные клубы Лондона и Юго-Восточной Англии. Титульным спонсором лиги в настоящее время является компания Bostik, таким образом официальное название лиги в Англии Bostik League (Бостик-лига).
Лига была основана в 1905 году любительскими клубами из окрестностей Лондона. В настоящее время лига состоит из 82 команд, разбитых на четыре дивизиона: Премьер-дивизиона, являющегося седьмым уровнем системы футбольных лиг Англии, и трёх нижестоящих дивизионов — Северного, Южного центрального и Южного восточного, которые являются восьмым уровнем системы футбольных лиг Англии.

## История
До тех пор, пока не была сформирована Истмийская лига, не было никаких лиг, в которых могли бы конкурировать любительские клубы Лондона и Юго-Восточной Англии. Именно поэтому на встрече представителей любительских футбольных клубов Casuals FC, Civil Service FC, Clapton FC, Ilford FC и London Caledonians FC встал вопрос о создании сильной любительской лиги, которая и была создана 8 марта 1905 года. Первое время организация лиги и соревнований в ней было непрофессиональным, лишённым спортивной мотивации; так, членство в лиге было пригласительным, а команде-победителю даже не вручались медали и/или иные награды.
К 1922 году в лиге насчитывалось четырнадцать любительских клубов, и в течение следующей пятилетки в неё были приняты только несколько новых членов, в основном на вакантные места, освобождённые клубами, вышедшими из её состава. Большинство новичков были клубами, перебравшимися сюда из Афинской лиги, которая также была любительской по своей организации.
В семидесятых годах XX века профессиональный подход достиг-таки лиги, и в 1973 году был создан второй дивизион из 16 команд, а в 1979-м и третий. Окончательный (современный) вид Истмийская лига приобрела в результате трёх последовательных реорганизаций в 2002, 2004 и 2006 годах, когда внутреннее строение лиги было сформировано в три дивизиона на двух уровнях Системы футбольных лиг, как это и является сейчас.
Старожилом Истмийской футбольной лиги до середины первого десятилетия XXI века был футбольный клуб Clapton FC, являющийся членом лиги с дней её основания. Однако, в сезоне 2006—2007 годов клуб провёл неудачный сезон и выбыл в Essex Senior League.

## Спонсоры
Первым спонсором Истмийской футбольной лиги стал британский табачный производитель Rothmans International (1973—1977). Компания предложила клубам деньги в соответствии с итоговым местом в лиге, за вычетом штрафов за полученные игроками в ходе сезона жёлтые карточки. Таким образом, спонсор платил деньги клубам одновременно и за достигнутый результат, и за честную, чистую игру (принцип фэйр плей).
Следующими спонсорами Лиги становились: Майкл Лоури (1977—1978), Berger (1978—1982), Servowarm (1982—1985), Vauxhall и Opel (1985—1990), Vauxhall (1990—1991), Diadora (1991—1995), ICIS (1995—1997) и Ryman (1997 — настоящее время).

## Кубок Лиги
Кубок Истмийской футбольной лиги (Isthmian League Cup) проводится с 1975 года. В розыгрыше этого трофея принимают участие все клубы — члены Истмийской лиги. Соревнование проводится по кубковой системе в несколько раундов.

## Молодёжная лига
С 2007 года проводятся соревнования для молодёжных составов клубов. Это подразделение получило название Истмийская молодёжная лига. Представительство в «ИМЛ» не ограничивается только молодёжными составами клубов — членов Истмийской лиги.

## Победители

### Победители Лиги
| Сезон   | Истмийская лига                          |
| ------- | ---------------------------------------- |
| 1905-06 | Лондон Каледонианс                       |
| 1906-07 | Илфорд                                   |
| 1907-08 | Лондон Каледонианс                       |
| 1908-09 | Бромли                                   |
| 1909-10 | Бромли                                   |
| 1910-11 | Клэптон                                  |
| 1911-12 | Лондон Каледонианс                       |
| 1912-13 | Лондон Каледонианс                       |
| 1913-14 | Лондон Каледонианс                       |
| 1914-19 | Не состоялись из-за Первой мировой войны |
| 1919    | Лейтонстоун                              |
| 1919-20 | Далвич Хамлет                            |
| 1920-21 | Илфорд                                   |
| 1921-22 | Илфорд                                   |
| 1922-23 | Клэптон                                  |
| 1923-24 | Сент-Олбанс Сити                         |
| 1924-25 | Лондон Каледонианс                       |
| 1925-26 | Далвич Хамлет                            |
| 1926-27 | Сент-Олбанс Сити                         |
| 1927-28 | Сент-Олбанс Сити                         |
| 1928-29 | Нанхед                                   |
| 1929-30 | Нанхед                                   |
| 1930-31 | Уимблдон                                 |
| 1931-32 | Уимблдон                                 |
| 1932-33 | Далвич Хамлет                            |
| 1933-34 | Кингстониан                              |
| 1934-35 | Уимблдон                                 |
| 1935-36 | Уимблдон                                 |
| 1936-37 | Кингстониан                              |
| 1937-38 | Кингстониан                              |
| 1938-39 | Лейтонстоун                              |
| 1939-45 | Не состоялись из-за Второй мировой войны |
| 1945-46 | Уэлтемстоу Авеню                         |
| 1946-47 | Лейтонстоун                              |
| 1947-48 | Лейтонстоун                              |
| 1948-49 | Далвич Хамлет                            |
| 1949-50 | Лейтонстоун                              |
| 1950-51 | Лейтонстоун                              |
| 1951-52 | Лейтонстоун                              |
| 1952-53 | Уэлтемстоу Авеню                         |
| 1953-54 | Бромли                                   |
| 1954-55 | Уэлтемстоу Авеню                         |
| 1955-56 | Уиком Уондерерс                          |
| 1956-57 | Уиком Уондерерс                          |
| 1957-58 | Тутинг энд Митчем Юнайтед                |
| 1958-59 | Уимблдон                                 |
| 1959-60 | Тутинг энд Митчем Юнайтед                |
| 1960-61 | Бромли                                   |
| 1961-62 | Уимблдон                                 |
| 1962-63 | Уимблдон                                 |
| 1963-64 | Уимблдон                                 |
| 1964-65 | Хендон                                   |
| 1965-66 | Лейтонстоун                              |
| 1966-67 | Саттон Юнайтед                           |
| 1967-68 | Энфилд                                   |
| 1968-69 | Энфилд                                   |
| 1969-70 | Энфилд                                   |
| 1970-71 | Уиком Уондерерс                          |
| 1971-72 | Уиком Уондерерс                          |
| 1972-73 | Хендон                                   |

В сезоне 1973—1974 добавлен Второй дивизион
| Сезон   | Первый дивизион | Второй дивизион |
| ------- | --------------- | --------------- |
| 1973-74 | Уиком Уондерерс | Дагенем         |
| 1974-75 | Уиком Уондерерс | Стейнс Таун     |
| 1975-76 | Энфилд          | Тилбери         |
| 1976-77 | Энфилд          | Борем Вуд       |

В сезоне 1977—1978 добавлен Премьер-дивизион
| Сезон   | Премьер-дивизион    | Первый дивизион  | Второй дивизион  |
| ------- | ------------------- | ---------------- | ---------------- |
| 1977-78 | Энфилд              | Далвич Хамлет    | Эрсом энд Ивелл  |
| 1978-79 | Баркинг             | Харроу Боро      | Фарнборо         |
| 1979-80 | Энфилд              | Лейстоун/Илфорд  | Биллерики Таун   |
| 1980-81 | Слау Таун           | Бишопс Стортфорд | Фэлтем           |
| 1981-82 | Лейстоун энд Илфорд | Уокингэм Таун    | Уэрвинг          |
| 1982-83 | Уиком Уондерерс     | Уэрвинг          | Клэптон          |
| 1983-84 | Харроу Боро         | Виндзор энд Итон | Базилдон Юнайтед |

В сезоне 1984—1985 Второй дивизион поделён на два региональных дивизиона
| Сезон   | Премьер-дивизион | Первый дивизион  | Второй дивизион (Север) | Второй дивизион (Юг) |
| ------- | ---------------- | ---------------- | ----------------------- | -------------------- |
| 1984-85 | Саттон Юнайтед   | Фарнборо         | Лейтон Уингейт          | Грейс Атлетик        |
| 1985-86 | Саттон Юнайтед   | Сент-Олбанс Сити | Стивенидж Боро          | Саутвик              |
| 1986-87 | Уиком Уондерерс  | Лейстоун/Илфорд  | Чешам Юнайтед           | Уокинг               |
| 1987-88 | Йовил Таун       | Марлоу           | Уивенху Таун            | Чалфонт Сэнт Петер   |
| 1988-89 | Лейстоун/Илфорд  | Стейнс Таун      | Харлоу Таун             | Доркинг              |
| 1989-90 | Слау Таун        | Уивенху Таун     | Хейбридж Свифтс         | Идинг                |
| 1990-91 | Рэдбридж Форест  | Чешам Юнайтед    | Стивенидж Боро          | Эбингдон Таун        |

В сезоне 1991—1992 Второй дивизион был объединён, добавлен Третий дивизион
| Сезон     | Премьер-дивизион       | Первый дивизион  | Второй дивизион           | Третий дивизион     |
| --------- | ---------------------- | ---------------- | ------------------------- | ------------------- |
| 1991-92   | Уокинг                 | Стивенидж Боро   | Перфлит                   | Эджвеа Таун         |
| 1992-93   | Чешам Юнайтед          | Хитчин Таун      | Уэрвинг                   | Олдершот Таун       |
| 1993-94   | Стивенидж Боро         | Бишопс-Стортфорд | Ньюбери Таун              | Брэкнелл Таун       |
| 1994-95   | Энфилд                 | Борем Вуд        | Тэйм Юнайтед              | Кольер Роу          |
| 1995-96   | Хейз                   | Оксфорд Сити     | Канви Айлэнд              | Хоршэм              |
| 1996-97   | Йовил Таун             | Чешам Юнайтед    | Кольер Роу энд Ромфорд    | Уэлдстон            |
| 1997-98   | Кингстониан            | Олдершот Таун    | Канви Айлэнд              | Хемел Хемпстэд Таун |
| 1998-99   | Саттон Юнайтед         | Канви Айлэнд     | Бедфорд Таун              | Форд Юнайтед        |
| 1999-2000 | Дагенем энд Редбридж   | Кройдон          | Хемел Хемпстэд Таун       | Ист Таррок Юнайтед  |
| 2000-01   | Фарнборо               | Борем Вуд        | Тутинг энд Митчем Юнайтед | Арлси Таун          |
| 2001-02   | Грависенд энд Нортфлит | Форд Юнайтед     | Льюис                     | Кройдон Атлетик     |

По итогам сезона 1994—1995 клубу Энфилд было отказано в повышении. Их место в Южной Конференции занял клуб Слау Таун, финишировавший вторым
В сезоне 2002—2003 Первый дивизион был поделён на два региональных дивизиона, Третий дивизион был расформирован
| Сезон   | Премьер-дивизион | Первый дивизион (Север) | Первый дивизион (Юг) | Второй дивизион |
| ------- | ---------------- | ----------------------- | -------------------- | --------------- |
| 2002-03 | Олдершот Таун    | Нортвуд                 | Кашелтон Атлетик     | Чезэнт          |
| 2003-04 | Канви Айлэнд     | Идинг                   | Льюис                | Лейтон Таун     |

В сезоне 2004—2005 Первый дивизион был объединён
| Сезон   | Премьер-дивизион | Первый дивизион | Второй дивизион |
| ------- | ---------------- | --------------- | --------------- |
| 2004-05 | Идинг            | Уимблдон        | Илфорд          |
| 2005-06 | Брейнтри Таун    | Рамсгейт        | Вэа             |

В сезоне 2006—2007 Первый дивизион был разделён на два региональных дивизиона, Второй дивизион расформирован
| Сезон   | Премьер-дивизион         | Первый дивизион (Север) | Первый дивизион (Юг)  |
| ------- | ------------------------ | ----------------------- | --------------------- |
| 2006-07 | Хэмптон энд Ричмонд Боро | Хорнчерч                | Мейдстон Юнайтед      |
| 2007-08 | Челмсфорд Сити           | Дартфорд                | Дувр Атлетик          |
| 2008-09 | Дувр Атлетик             | Авели                   | Кингстониан           |
| 2009-10 | Дартфорд                 | Лоусофт Таун            | Кройдон Атлетик       |
| 2010-11 | Саттон Юнайтед           | Ист Таррок Юнайтед      | Метрополитан Полис    |
| 2011-12 | Биллерики Таун           | Лейстон                 | Уайтхок               |
| 2012-13 | Уайтхок                  | Грейс Атлетик           | Далвич Хамлет         |
| 2013-14 | Уэлдстон                 | ВКД Атлетик             | Писхэйвен энд Телкомб |
| 2014-15 | Мейдстон Юнайтед         | Нидхэм Маркет           | Бургесс Хилл Таун     |
| 2015-16 | Хэмптон энд Ричмонд Боро | Садбери                 | Фокстон Инвикта       |

### Победители Кубка Лиги
| - 1974-75: Тилбери - 1975-76: Слау Таун - 1976-77: Хендон - 1977-78: Дагенэм - 1978-79: Энфилд - 1979-80: Энфилд - 1980-81: Слау Таун - 1981-82: Лейстоун - Илфорд - 1982-83: Саттон Юнайтед - 1983-84: Саттон Юнайтед - 1984-85: Уиком Уондерерс - 1985-86: Саттон Юнайтед - 1986-87: Богнор Регис Таун - 1987-88: Йовил Таун | - 1988-89: Бишопс-Стортфорд - 1989-90: Авели - 1990-91: Уокинг - 1991-92: Грейс Атлетик - 1992-93: Марлоу - 1993-94: Чертси Таун - 1994-95: Эйлсбери Юнайтед - 1995-96: Кингстониан - 1996-97: Борем Вуд - 1997-98: Саттон Юнайтед - 1998-99: Олдершот Таун - 1999—2000: Фарнборо - 2000-01: Хейбридж Свифтс - 2001-02: Нортвуд | - 2002-03: Идинг - 2003-04: Таррок - 2004-05: Слау Таун - 2005-06: Фишер Атлетик - 2006-07: Эшфорд Таун - 2007-08: Рамсгейт - 2008-09: Тилбери - 2009-10: Леверхэд - 2010-11: уингейт энд Финчли - 2011-12: Бери Таун - 2012-13: Конкорд Рейнджерс - 2013-14: Мейдстон Юнайтед - 2014-15: Хендон - 2015-16: Кингстониан |